# کیریل پوزنیاکوف
کیریل پوزنیاکوف (انگلیسی: Kirill Pozdnyakov؛ زادهٔ ۲۰ ژانویهٔ ۱۹۸۹) دوچرخه‌سوار اهل روسیه است.
از باشگاه‌هایی که در آن بازی کرده‌است می‌توان به گازپروم-روس‌ولو اشاره کرد.